# Absolute First Album
Absolute First Album – debiutancki album studyjny południowokoreańskiej grupy T-ara, wydany cyfrowo 27 listopada 2009 roku, a na płycie 4 grudnia 2009.

## Lista utworów
| Nr  | Tytuł                                  | Słowa                           | Kompozycja                      | Aranżacja                       | Czas |
| --- | -------------------------------------- | ------------------------------- | ------------------------------- | ------------------------------- | ---- |
| 1.  | "One & One"                            | Shinsadong Tiger, Choi Gyu-sung | Shinsadong Tiger, Choi Gyu-sung | Shinsadong Tiger                | 2:36 |
| 2.  | "Cheoeum Cheoreom" (kor. 처음처럼)     | "hitman" bang                   | "hitman" bang                   | Wonderkid                       | 4:04 |
| 3.  | "Bo Peep Bo Peep"                      | Shinsadong Tiger, Choi Gyu-sung | Shinsadong Tiger, Choi Gyu-sung | Shinsadong Tiger, Choi Gyu-sung | 3:45 |
| 4.  | "Tic Tic Toc"                          | Ahn Young-min                   | Ahn Young-min                   | Davina                          | 3:19 |
| 5.  | "Bye Bye"                              | Nam Ki-sang, Kang Jung-myung    | Nam Ki-sang                     | Nam Ki-sang                     | 3:34 |
| 6.  | "Apple Is A"                           | Ahn Young-min                   | Cho Young-soo                   | Cho Young-soo                   | 3:10 |
| 7.  | "Falling U"                            | Han Sang-won                    | Han Sang-won                    | Yoon Young-min                  | 3:29 |
| 8.  | "Neo Neo Neo" (kor. 너너너)            | Kim Do-hoon, Kim Ki-bum, Rhymer | Kim Do-hoon, Kim Ki-bum         | Kim Do-hoon                     | 3:40 |
| 9.  | "Geojitmal" (Dance Ver.) (kor. 거짓말) | Ahn Young-min                   | Cho Young-soo                   | Cho Young-soo                   | 3:46 |
| 10. | "T.T.L (Time To Love)"                 | Hwang Sung-jin, Rhymer, Joosuc  | Kim Do-hoon                     | Lee Sang-ho                     | 3:38 |
| 11. | "Geojitmal" (Slow Ver.)                | Ahn Young-min                   | Cho Young-soo                   | Cho Young-soo                   | 3:58 |
| 12. | "T.T.L Listen.2"                       | Rhymer, Sangchu                 | Kim Do-hoon, Rhymer             | Kim Ki-wan                      | 3:32 |
| 13. | "Joheun Saram" (kor. 좋은 사람)        | K-SMITH                         | Han Sung-ho                     | Kim Jae-yang                    | 3:32 |
| 14. | "Norabollae?" (kor. 놀아볼래)          | Ahn Young-min                   | Cho Young-soo, Kim Tae-hyun     | Cho Young-soo, Kim Tae-hyun     | 2:53 |

## Breaking Heart
Album został wydany ponownie 23 lutego 2010 roku pod tytułem Breaking Heart. Zawierał dodatkowo dwa nowe utwory i DVD.

### Lista utworów
| Nr  | Tytuł                                       | Słowa                           | Kompozycja                      | Aranżacja                       | Czas |
| --- | ------------------------------------------- | ------------------------------- | ------------------------------- | ------------------------------- | ---- |
| 1.  | "Neo Ttaemune Micheo" (kor. 너 때문에 미쳐) | Wheesung                        | Cho Young-soo, Kim Tae-hyun     | Cho Young-soo, Kim Tae-hyun     | 3:14 |
| 2.  | "Naega Neomu Apa" (kor. 내가 너무 아파)     | Shinsadong Tiger, Choi Gyu-sung | Shinsadong Tiger, Choi Gyu-sung | Shinsadong Tiger, Choi Gyu-sung | 3:13 |
| 3.  | "One & One"                                 | Shinsadong Tiger, Choi Gyu-sung | Shinsadong Tiger, Choi Gyu-sung | Shinsadong Tiger                | 2:36 |
| 4.  | "Cheoeum Cheoreom" (kor. 처음처럼)          | "hitman" bang                   | "hitman" bang                   | Wonderkid                       | 4:04 |
| 5.  | "Bo Peep Bo Peep"                           | Shinsadong Tiger, Choi Gyu-sung | Shinsadong Tiger, Choi Gyu-sung | Shinsadong Tiger, Choi Gyu-sung | 3:45 |
| 6.  | "Tic Tic Toc"                               | Ahn Young-min                   | Ahn Young-min                   | Davina                          | 3:19 |
| 7.  | "Bye Bye"                                   | Nam Ki-sang, Kang Jung-myung    | Nam Ki-sang                     | Nam Ki-sang                     | 3:34 |
| 8.  | "Apple Is A"                                | Ahn Young-min                   | Cho Young-soo                   | Cho Young-soo                   | 3:10 |
| 9.  | "Falling U"                                 | Han Sang-won                    | Han Sang-won                    | Yoon Young-min                  | 3:29 |
| 10. | "Neo Neo Neo" (kor. 너너너)                 | Kim Do-hoon, Kim Ki-bum, Rhymer | Kim Do-hoon, Kim Ki-bum         | Kim Do-hoon                     | 3:40 |
| 11. | "Geojitmal" (Dance Ver.) (kor. 거짓말)      | Ahn Young-min                   | Cho Young-soo                   | Cho Young-soo                   | 3:46 |
| 12. | "T.T.L (Time To Love)"                      | Hwang Sung-jin, Rhymer, Joosuc  | Kim Do-hoon                     | Lee Sang-ho                     | 3:38 |
| 13. | "Geojitmal" (Slow Ver.)                     | Ahn Young-min                   | Cho Young-soo                   | Cho Young-soo                   | 3:58 |
| 14. | "T.T.L Listen.2"                            | Rhymer, Sangchu                 | Kim Do-hoon, Rhymer             | Kim Ki-wan                      | 3:32 |
| 15. | "Joheun Saram" (kor. 좋은 사람)             | K-SMITH                         | Han Sung-ho                     | Kim Jae-yang                    | 3:32 |
| 16. | "Norabollae?" (kor. 놀아볼래)               | Ahn Young-min                   | Cho Young-soo, Kim Tae-hyun     | Cho Young-soo, Kim Tae-hyun     | 2:53 |

## Notowania
| Absolute First Album      | Absolute First Album | Breaking Heart            | Breaking Heart |
| Lista                     | Pozycja              | Lista                     | Pozycja        |
| ------------------------- | -------------------- | ------------------------- | -------------- |
| Gaon Weekly Albums Chart  | 2                    | Gaon Weekly Albums Chart  | 2              |
| Gaon Monthly Albums Chart | 3                    | Gaon Monthly Albums Chart | 4              |